# Безносов, Даниил Александрович
Дании́л Алекса́ндрович Безно́сов (род. 16 мая 1981, Надым, Тюменская область) — российский театральный режиссёр.

## Биография
Родился в Надыме Надымского района Ямало-Ненецкого автономного округа Тюменской области.
Окончил Ивановское областное училище культуры.
В 2005 году окончил режиссёрский факультет ГИТИСа (мастерская профессора С. В. Женовача).
Даниил — неоднократный участник театральных творческих лабораторий в Екатеринбурге, Саратове, Омске, Краснодаре, Санкт-Петербурге.
С 2011 по 2013 год — художественный руководитель Театрального центра имени А. П. Чехова в Южно-Сахалинске. 
С 2015 года — главный режиссёр Краснодарского муниципального молодёжного театра.
Поставленный в Краснодаре в 2016 году спектакль «Гроза» по пьесе А. Н. Островского был номинирован на получение Всероссийской театральной премии «Золотая маска» в 2018 году (7 номинаций: «Лучший спектакль в драме, малая форма», «Лучшая работа режиссера», «Лучшая работа художника», «Лучшая работа художника по свету», «Лучшая женская роль» (Полина Шипулина), «Лучшая мужская роль» (Александр Теханович), «Лучшая мужская роль второго плана» (Дмитрий Морщаков)).

## Постановки в театре
- 2006 — «Лекарь поневоле» Ж.-Б. Мольера, Каменск-Уральский театр драмы
- 2007 — «Ночь любовных помешательств» по пьесе У. Шекспира «Сон в летнюю ночь», Курганский театр драмы, приз «За лучший ансамбль» на фестивале «Золотой Конёк»
- 2007 — «Примадонны» К. Людвиг, Кемеровский театр драмы
- 2007 — «Школа жён» Ж.-Б. Мольера, Курганский театр драмы
- 2008 — «Доходное место» А. Островского, Курганский театр драмы
- 2008 — «Мера за меру» У. Шекспира, Нижневартовский драматический театр
- 2008 — «Студент» А. Грибоедова, Омский «Пятый театр»
- 2009 — «Мёртвые души» Н. Гоголя, Омский «Пятый театр»
- 2009 — «Частная жизнь» К. Степанычевой, Саратовский академический театр драмы имени И. А. Слонова
- 2009 — «Иван-Богатырь и Свет-Луна» В. Руснака, Саратовский академический театр драмы имени И. А. Слонова
- 2010 — «Город ангелов» И. Игнатова, Саратовский академический театр драмы имени И. А. Слонова
- 2011 — «У ковчега в восемь» У. Хуб[нем.], Русский республиканский драматический театр имени М. Ю. Лермонтова (Абакан)
- 2011 — «Свет-Луна» В. Руснака, Сахалинский международный театральный центр имени А. П. Чехова
- 2011 — «Быть или не быть?» по пьесе Н. Эрдмана «Самоубийца», Сахалинский международный театральный центр имени А. П. Чехова
- 2011 — «Трижды три желания, или Умение загадывать» Ж. Жуе, Сахалинский международный театральный центр имени А. П. Чехова
- 2011 — «Так же, как все…» («Частная жизнь») К. Степанычевой, Сахалинский международный театральный центр имени А. П. Чехова
- 2011 — «Паника, или Мужчины на грани нервного срыва» М. Мюллюахо[фин.], Сахалинский международный театральный центр имени А. П. Чехова
- 2012 — «Хаос, или Женщины на грани нервного срыва» М. Мюллюахо[фин.], Сахалинский международный театральный центр имени А. П. Чехова
- 2012 — «Гармония» М. Мюллюахо[фин.], Сахалинский международный театральный центр имени А. П. Чехова
- 2012 — «Плывёт» (вербатим) Л. Мульменко, И. Колпакова, Сахалинский международный театральный центр имени А. П. Чехова
- 2013 — «Кьоджинские перепалки» К. Гольдони, Сахалинский международный театральный центр имени А. П. Чехова
- 2015 — «Зимняя сказка» У. Шекспира, Краснодарский муниципальный молодёжный театр
- 2015 — «Пегий пёс, бегущий краем моря» Ч. Айтматов, Драматический театр «Колесо» имени Г. Б. Дроздова (Тольятти)
- 2015 — «Снегурушка» М. Бартенева, Краснодарский муниципальный молодёжный театр
- 2016 — «Ночь любовных помешательств» У. Шекспира, Краснодарский муниципальный молодёжный театр
- 2016 — «Панды» («История медведей панда, рассказанная саксофонистом, у которого есть подружка во Франкфурте») М. Вишнека, Краснодарский муниципальный молодёжный театр
- 2016 — «Гроза» А. Островского, Краснодарский муниципальный молодёжный театр
- 2017 — «Утиная охота» А. Вампилова, Черемховский драматический театр
- 2017 — «Зимы не будет» В. Ольшанского, Мотыгинский драматический театр
- 2017 — «Человек и джентльмен» Э. Де Филиппо, Краснодарский муниципальный молодёжный театр
- 2018 — «Отелло» У. Шекспир, (Псковский академический театр драмы имени А. С. Пушкина)
- 2018 — «Звериные истории» Д. Нигро, Краснодарский муниципальный молодёжный театр
- 2019 — «Много шума из ничего» У. Шекспира, Ульяновский областной драматический театр
- 2019 — «Головлёвы. Маменька» М. Салтыкова-Щедрина, Нижнетагильский драматический театр имени Д. Мамина-Сибиряка